# Villiers-le-Mahieu
Villiers-le-Mahieu és un municipi francès, situat al departament d'Yvelines i a la regió d'Illa de França. L'any 2007 tenia 703 habitants.
Forma part del cantó d'Aubergenville, del districte de Rambouillet i de la Comunitat de comunes Cœur d'Yvelines.

## Demografia

### Població
El 2007 la població de fet de Villiers-le-Mahieu era de 703 persones. Hi havia 244 famílies, de les quals 36 eren unipersonals (28 homes vivint sols i 8 dones vivint soles), 60 parelles sense fills, 124 parelles amb fills i 24 famílies monoparentals amb fills.
La població ha evolucionat segons el següent gràfic:
Habitants censats

### Habitatges
El 2007 hi havia 264 habitatges, 247 eren l'habitatge principal de la família, 8 eren segones residències i 9 estaven desocupats. 255 eren cases i 9 eren apartaments. Dels 247 habitatges principals, 216 estaven ocupats pels seus propietaris, 24 estaven llogats i ocupats pels llogaters i 7 estaven cedits a títol gratuït; 5 tenien una cambra, 8 en tenien dues, 29 en tenien tres, 42 en tenien quatre i 163 en tenien cinc o més. 216 habitatges disposaven pel capbaix d'una plaça de pàrquing. A 80 habitatges hi havia un automòbil i a 160 n'hi havia dos o més.

### Piràmide de població
La piràmide de població per edats i sexe el 2009 era:
| Homes | Edats   | Dones |
| ----- | ------- | ----- |
| 0     | 95 o +  | 0     |
| 0     | 90 a 94 | 4     |
| 4     | 85 a 89 | 0     |
| 0     | 80 a 84 | 0     |
| 0     | 75 a 79 | 8     |
| 4     | 70 a 74 | 0     |
| 12    | 65 a 69 | 8     |
| 16    | 60 a 64 | 16    |
| 28    | 55 a 59 | 24    |
| 52    | 50 a 54 | 32    |
| 12    | 45 a 49 | 32    |
| 20    | 40 a 44 | 12    |
| 20    | 35 a 39 | 32    |
| 32    | 30 a 34 | 24    |
| 8     | 25 a 29 | 12    |
| 28    | 20 a 24 | 12    |
| 20    | 15 a 19 | 20    |
| 40    | 10 a 14 | 16    |
| 36    | 5 a 9   | 20    |
| 12    | 0 a 4   | 24    |

## Economia
El 2007 la població en edat de treballar era de 486 persones, 346 eren actives i 140 eren inactives. De les 346 persones actives 320 estaven ocupades (177 homes i 143 dones) i 26 estaven aturades (13 homes i 13 dones). De les 140 persones inactives 60 estaven jubilades, 35 estaven estudiant i 45 estaven classificades com a «altres inactius».

### Ingressos
El 2009 a Villiers-le-Mahieu hi havia 246 unitats fiscals que integraven 688,5 persones, la mediana anual d'ingressos fiscals per persona era de 25.383 €.

### Activitats econòmiques
Dels 31 establiments que hi havia el 2007, 1 era d'una empresa de fabricació d'altres productes industrials, 6 d'empreses de construcció, 7 d'empreses de comerç i reparació d'automòbils, 3 d'empreses d'hostatgeria i restauració, 3 d'empreses d'informació i comunicació, 2 d'empreses financeres, 6 d'empreses de serveis, 2 d'entitats de l'administració pública i 1 d'una empresa classificada com a «altres activitats de serveis».
Dels 6 establiments de servei als particulars que hi havia el 2009, 1 era un establiment de lloguer de cotxes, 2 paletes, 1 lampisteria, 1 electricista i 1 restaurant.
L'any 2000 a Villiers-le-Mahieu hi havia 4 explotacions agrícoles que ocupaven un total de 268 hectàrees.

## Equipaments sanitaris i escolars
El 2009 hi havia una escola elemental.

## Poblacions més properes
El següent diagrama mostra les poblacions més properes.